# DeLi Linux
DeLi Linux (Desktop Light Linux) — дистрибутив Linux для старых компьютеров, базируется на актуальном ядре Linux версии 2.4, использует в качестве графической среды IceWM и ресурсо-экономичные приложения на GTK+. Разработка Henry Jensen.

В настоящее время не поддерживается. Репозиторий программ для последней версии DeLi 0.8 удалён, поскольку разработчики переключились на работу над преемником DeLi — ConnochaetOS.

## Требования
DeLi Linux способна быстро работать на старом оборудовании. Для работы системы в графическом режиме достаточно 32 Мб оперативной памяти, MMX-совместимого процессора и 750 Мб пространства на жестком диске для полной установки системы.

## Программное обеспечение
В стандартный комплект входит офисный пакет в виде AbiWord и Gnumeric. В качестве браузера используются NetSurf и Skipstone, а в полный вариант включен Firefox 1.5, Gnumeric и VLC. А также в качестве файлового менеджера программы Midnight Commander и Xfe. Для установки новых программ на полном диске размещен набор портов, через который можно установить практически любую программу. Пакет портов совместим с Crux.
Дистрибутив поставляется в двух вариантах:
- Core — c минимальным набором программного обеспечения;
- Full (Big) — с наиболее полной подборкой программ.

## Версии
| Версия | Дата выхода      |
| ------ | ---------------- |
| 0.1    | 2 ноября 2002    |
| 0.2    | 19 марта 2003    |
| 0.3    | 9 июля 2003      |
| 0.4    | 26 ноября 2003   |
| 0.5    | 16 декабря 2003  |
| 0.6    | 16 июня 2004     |
| 0.6.1  | 9 сентября 2004  |
| 0.7    | 15 сентября 2006 |
| 0.7.1  | 17 октября 2006  |
| 0.7.2  | 18 мая 2007      |
| 0.8.0  | 28 мая 2008      |

### Версия 0.7.x
DeLi Linux 0.7.x более не базируется на Slackware. Вместо системы пакетов Slackware в систему интегрирована поддержка портов, таких как в Crux. DeLi Linux 0.7.x базируется на ядре Linux версии 2.4.

### Версия 0.8.x
Ключевые изменения от предыдущей версии (0.7.2):
- замена GTK+ с GTK1 на GTK+ 2.10x.
- замена диспетчера пакетов на pacman (как в Arch Linux)